# Транспортне (Магаданська область)
Транспортне (рос. Транспортный) — селище в Тенькинському районі Магаданської області.
Населення — 156 осіб (2010).

## Географія
Географічні координати: 61°29' пн. ш. 148°11' сх. д. Часовий пояс — UTC+10.
Відстань до районного центру, селища Усть-Омчуг, становить 99 км, а до обласного центру — 363 км. Через селище протікає річка Тенька.

## Населення
За даними перепису населення 2010 року на території селища проживало 156 осіб. Частка чоловіків у населенні складала 46,8% або 73 особи, жінок — 53,2% або 83 особи.

## Відомі люди

### Народилися
- Леся Романчук — українська лікарка, викладачка, письменниця, бард.

### Перебував
Василь Стус — український поет-шістдесятник, перекладач, публіцист, прозаїк, мислитель, літературознавець, літературний критик, правозахисник, політв'язень СРСР, дисидент, член Української Гельсінської групи, борець за незалежність України у XX столітті. 